# Contrapàs llarg de Torelló
El Contrapàs llarg de Torelló, també conegut com El Divino, és una dansa de Sant Vicenç de Torelló que es balla el Dissabte de Rams i és considerada una de les coreografies més antigues de l'arc mediterrani. És l'únic contrapàs llarg que existeix, l'única mostra del ball que es considera avantpassat de la sardana. Rep el nom de divino per tractar-se d'un cant de passió, una pregària en què els dansaires canten i ballen agafats de les mans, formant un mig cercle que va rotant fins a quedar com al començament.
Se'n coneix la lletra i la música gràcies a un veí de Sant Vicenç, que ho va recollir de viva veu a principis del segle xx. En homenatge a aquest home, Miquel Puigbò, el poble li dedicà una placa al carrer Cerdanya i a la plaça de l'Ajuntament. La placa està dedicada a en Quel de la Munda, que és el nom amb què era conegut popularment Miquel Puigbò.
D'aquesta dansa, que té un gran interès cultural i musical a escala internacional, se n'ha recuperat cant i ball i es representa des del 1991 a la plaça de l'església de Sant Vicenç de Torelló el dissabte de Rams. Per celebrar la representació es toquen els timbals pels carrers del municipi i s'entonen cants corals fins que es balla la dansa a la plaça de l'Església.